# Buren (azienda)
La Buren è stata una nota azienda svizzera produttrice di orologi da polso nota per la sua esclusività e per la sua specifica realizzazione di movimenti automatici.
Dopo alcuni anni di stretta collaborazione, dal 1971 è stata acquistata dalla celebre Hamilton.

## Storia
L’origine del nome si deve alla stessa cittadina omonima a poca distanza da Bienne dove nel 1842 venne fondata la Uhrenfabrik Büren AG. La sua produzione inizialmente si caratterizzò per la produzione di orologi da tasca di media qualità fino agli anni della depressione che culminò con la crisi del 1929 e che decretò il fallimento di quella che, a seguito dell’acquisto da parte di imprenditori inglesi divenne Buren Watch Inc..
Alcuni anni dopo un industriale americano si consociò con alcuni eminenti uomini svizzeri per rifondare la storica maison con il nome di Buren SA che, dopo alcuni anni di lenta ripresa, crebbe fino anche a progettare autonomamente movimenti propri.
Negli anni cinquanta del Novecento la ‘’Buren’’ si conquistò un posto di tutto rispetto nel variegato panorama del settore svizzero dell’orologieria e nel 1956 venne introdotto sul mercato un raffinato movimento automatico con micro rotore denominato Chronomatic e brevettato alcuni anni prima. Da allora la produzione della Buren si distinse per movimenti automatici sempre più sottili come i 1000 e il 1001, con riserve di carica di alcuni giorni e, a partire dal 1969, i movimenti Buren furono apprezzati e utilizzati anche da alcune altre note maisons come Baume & Mercier, la Bulova, la Dugena, nonché dalla gioelleria Tiffany&Co e dalla Hamilton.
Nel 1966 fu proprio la Hamilton Watch Co. ad acquistare la Büren SA e, modificando il movimento 1281 a 30 rubini della stessa ‘’Buren’’, produsse il celebre movimento Intramatic, in seguito nuovamente modificato e prodotto ancora oggi. La Buren/Hamilton divenne parte del gruppo SSIH (Société Suisse pour l'Industrie Horlogère) nel 1971, il quale nel 1983 divenne, a sua volta, lo Swatch Group.